# Гисланди, Давиде
Давиде Анджело Гисланди (итал. Davide Angelo Ghislandi; род. 16 июня 2001, Тревильо, Ломбардия) — итальянский футболист, защитник клуба «Аталанта».

## Клубная карьера
Гисланди — воспитанник клуба «Аталанта». 3 марта 2021 года в матче против «Кротоне» он дебютировал в итальянской Серии A. Летом 2021 года Гисланди на правах аренды перешёл в «Туррис». 29 августа в матче против «Таранто» он дебютировал в итальянской Серии C. 6 февраля 2022 года в поединке против «Катании» Давиде забил свой первый гол за «Туррис». Летом 2022 года Грисланди был арендован клубом «Триестина». 3 сентября в матче против «Порденоне» он дебютировал за новую команду. По окончании аренды игрок вернулся в «Аталанту», где начал выступать за дублирующий.